# اشکودا ورکس

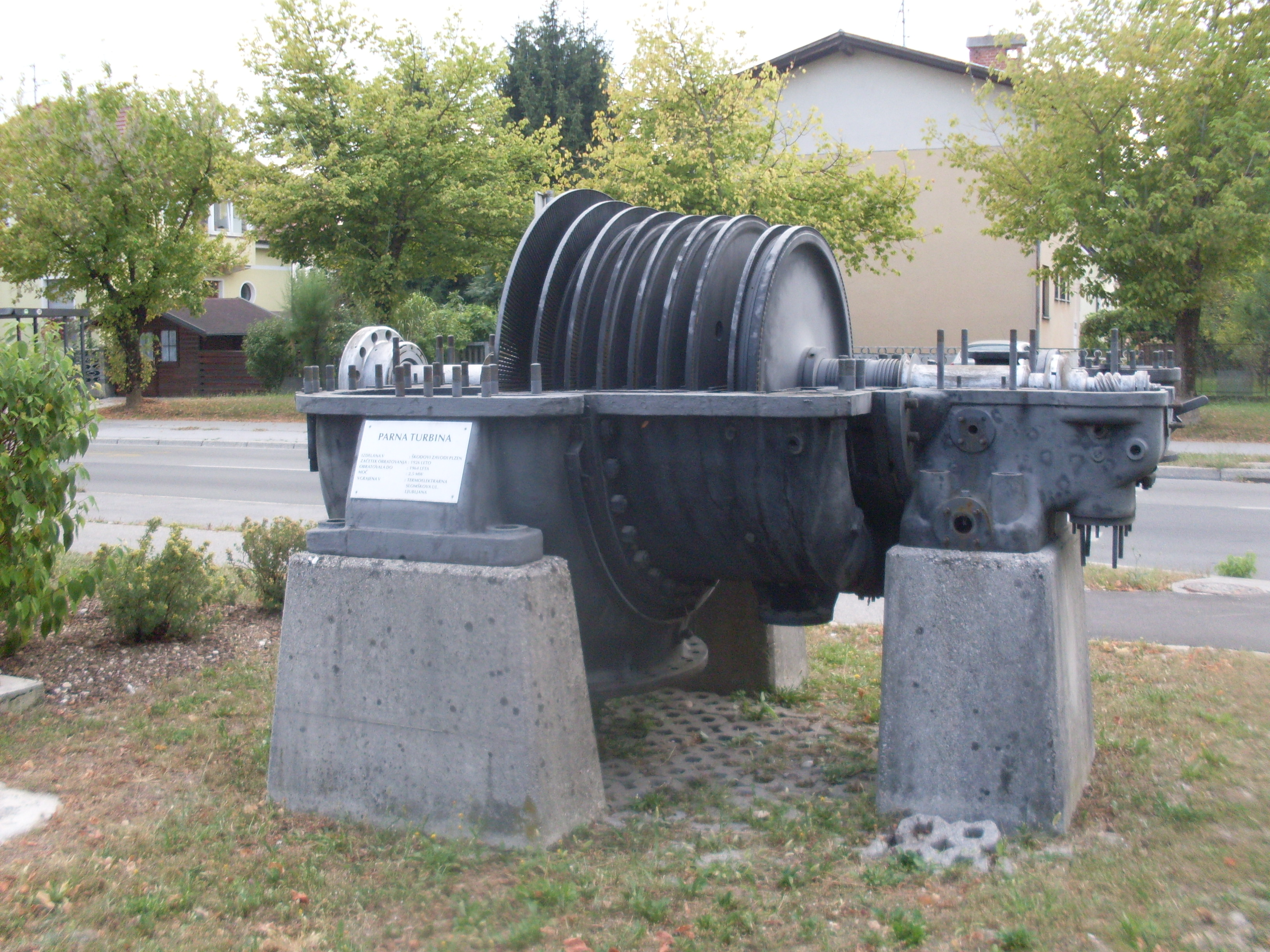
توربین بخار ساخت شرکت اشکودا ورکس (۱۹۲۶م.)

اشکودا ورکس (چکی: Škodovy závody) یک شرکت خوشه‌ای در جمهوری چک بود، که در سال ۱۸۵۹ توسط امیل اشکودا تأسیس شد. شرکت اشکودا ورکس در سال ۱۹۹۹ منحل شد و از دارایی‌های آن شرکت‌های اشکودا اوتو، اشکودا ترانسپورتیشن، پیلسن استیل و دوسان اشکودا پاور شکل گرفتند و همچنان در حال فعالیت می‌باشند.

## اشکودا در ایران
در سالهای ۱۳۱۱ تا ۱۳۱۵ خورشیدی صنعت قند در ایران مورد توجه جدی بود. سال ۱۳۱۱ دومین کارخانه قند ایران در کرج توسط شرکت اشکودا با ظرفیت ۳۰۰ تن در روز راه‌اندازی شد. شرکت اشکودا در سال‌های ۱۳۱۱ تا ۱۳۲۹ حدود ۹ کارخانه قند در نقاط مختلف ایران تأسیس کرد؛ در نقاطی چون کرج، ورامین، اسلام‌آباد غرب، مرودشت، آبکوه مشهد، میاندوآب، ارومیه و تربت حیدریه قرار داشته‌اند، سهم خراسان دو کارخانه بوده‌است  